# ReBORN
『ReBORN』（リ・ボーン）は2011年10月15日からスタートしたトヨタ自動車の企業広告キャンペーン「FUN TO DRIVE, AGAIN.」の一環として作成された企業CM。企画・制作はCMプランナーの福里真一。

## 概要
トヨタ自動車は、「日本人の気持ちをもう一度ドライブさせたい」「もう一度、新しいクルマの楽しさを創造したい」とのコンセプトの元、1984年から1987年の間企業スローガンとして用いていた「FUN TO DRIVE」（運転の喜び・楽しみ）に、“再び”の意味を持つ「AGAIN」を加えた「FUN TO DRIVE, AGAIN.」をキャッチコピーとした企業広告キャンペーンを打つこととなった。
その中で、テレビCMの共通タイトルとして「ReBORN」（再生・蘇り）を据え、大きく分けて3種類のCMを作成することとなった。

## エピソード

### DRIVE FOR TOHOKU
「2011年に蘇った織田信長と豊臣秀吉が東北地方をドライブする」という設定の『大河ドラマ風ロードムービーCM』。「復興のため東北をドライブする」がテーマで、トヨタの自動車でドライブする（ドライブする車は話が進むにつれ入れ替わる）。以下CMで使用された車。
| 話数                      | サブタイトル              | 乗車するトヨタ自動車 | 舞台               | 舞台                                  |
| ------------------------- | ------------------------- | -------------------- | ------------------ | ------------------------------------- |
| 第1話                     | ReBORN篇                  | 二代目クラウン       | 山梨県             | 恵林寺（回想シーンにて）              |
| 第2話                     | 出発篇                    | 二代目クラウン       | 東京都             | 首都高速道路板橋ジャンクション近辺    |
| 第3話                     | 宇都宮篇                  | プリウスα            | 栃木県             | 鹿沼市近辺                            |
| 第4話                     | ヒッチハイク篇            | プリウスα            | 栃木県             | 真岡市近辺                            |
| 第5話                     | ハワイアンズ篇            | ウィッシュ           | 福島県             | いわき市 （スパリゾートハワイアンズ） |
| 第6話                     | 猪苗代湖                  | マークXジオ          | 福島県             | 会津若松市近辺 （猪苗代湖）           |
| 第7話                     | 工場篇                    | カムリ               | 福島県             | 会津若松市近辺のアルミ鋳造工場        |
| 番外編「DRIVE IN LONDON」 | 番外編「DRIVE IN LONDON」 | ヴィッツ             | イギリス・ロンドン | イギリス・ロンドン                    |
| 第8話                     | 石巻篇                    | プリウスPHV          | 宮城県             | 石巻市近辺 （石ノ森萬画館）           |
| 第9話                     | 喫茶店篇                  | アクア               | 宮城県             | 石巻市近辺                            |
| 第10話                    | 大槌町篇                  | アクア               | 岩手県             | 上閉伊郡大槌町 （蓬萊島）             |
| 第11話                    | 星空篇                    | プリウス             | 岩手県             | 陸前高田市近辺                        |
| 第12話                    | 大衡村篇                  | プリウスPHV          | 宮城県             | 黒川郡大衡村                          |
| 第13話                    | 東日本学園篇              | プリウスPHV          | 宮城県             | 黒川郡大衡村 （トヨタ東日本学園）     |
| 第14話                    | 道篇                      | アクア               | 国道45号線         | 国道45号線                            |
| 総集編                    |                           |                      |                    |                                       |
| 第15話                    | 再会篇                    | プリウス             | 東京都             | 首都高速道路                          |
| 第16話                    | 首都高速篇                | プリウス             | 東京都             | 首都高速道路                          |
| 第17話                    | 観覧車篇                  | プリウス             | 東京都             | パレットタウン                        |
| 第18話                    | フェリー篇                | プリウス             | 東京都             |                                       |
| 第19話                    | 虎ノ門篇                  | プリウス             | 東京都             | 虎ノ門ヒルズ                          |

CMは「TOYOTOWN」シリーズ開始後も続いていたが、第14話「道篇」とその後の総集編を以て「DRIVE FOR TOHOKU」を終了し、続く第15話「再会篇」より東京に戻り新展開を始めている。
2012年の全日本シーエム放送連盟「52nd ACC CM FESTIVAL 総務大臣賞／ACCグランプリ」を受賞した。
織田信長：木村拓哉
2011年にReBORNした後、秀吉に誘われ東北へのドライブに出発する。運転役。
秀吉のかつての主君であり、彼から誘いの電話を受けた際には「サル！」と言ったが、直接対面して以降は前世の秀吉が自分以上に出世し、自分よりも長生きし、年上ということもあって敬語混じりで話しかけているが、ツッコミどころのある時はしっかりツッコむ。
演じる木村拓哉は、かつて、「RAV4」（初代）や「カローラフィールダー」（初代(カローラシリーズ通算9代目)後期型、2代目(カローラシリーズ通算10代目)、初代ハイブリッドを含む3代目(カローラシリーズ通算11代目)）のCMに出演、同じ「ReBORN」シリーズの「TOYOTOWN」のCMにも出演（そちらについてはTOYOTOWNを参照）。
また、1998年3月25日にTBS系列で放送されたドラマ『織田信長 天下を取ったバカ』や2023年1月27日公開の日本映画『レジェンド&バタフライ』においても織田信長を演じている。
豊臣秀吉：ビートたけし
2011年にReBORNした後、信長をドライブに誘う。ReBORNした人物の正体をいちはやく見破ることが多い。
前世では信長より出世し、彼よりも長生きしたため、年上であり信長に対してはやや態度が大きい。敬語ではなくタメ口を利くが最初に会った際に昔と変わらず懐に草鞋を入れて温めていた。ドライブ時のお気に入りの曲は荒井由実の中央フリーウェイ。
飲み物の好みはコーヒー党らしく、お茶しか出さない利休に「俺はコーヒーが飲みたいんだよ」と愚痴る。その一方、「お母（おかか）」こと北政所には頭が上がらず、再会後に車へ逃げている。昔、お市の方に惚れていた。
「CROWN ReBORN」のCMにも登場。「CROWN ReBORN」ではドラえもんに出会うこととなる。
演じるビートたけしは、かつて「ビスタ」（初代後期型）や「カローラ」（9代目 中期型まで）のCMに出演、同じ「ReBORN」シリーズの「TOYOTOWN」のCMにも出演（そちらについてはTOYOTOWNを参照）。
また、2023年11月23日公開の日本映画『首』においても羽柴秀吉を演じている。
お市の方：マツコ・デラックス
第4・5話に出演。信長の妹。「変に美貌だと悲劇の運命を辿る」という理由から2011年の現在の姿にReBORNするが、あまりの豹変ぶりに兄の信長まで呆れていた。秀吉に昔惚れられていた。スパリゾートハワイアンズでフラガールが踊る姿を見て感動し、残ることを決め信長・秀吉と別れることになる。
演じるマツコ・デラックスは、CM放映と同時期に「ReBORN CHANNEL」のプリウスαCMに車の荷台に乗せられる役で出演、同じ「ReBORN」シリーズの「TOYOTOWN」のCMにも出演（そちらについてはTOYOTOWNを参照）。
伊達政宗：加藤清史郎
第6・7話に出演。馬に乗って登場し、被害があった東北出身なため「東北のこれからを末永く見守りたい」という思いから、2012年に少年の姿でReBORNする。秀吉からは「またずいぶん若く生まれ変わったねぇ」と言われ、信長からは「若く生まれ変わりすぎでしょ」とつっこまれた。
演じる加藤清史郎は、かつて、「こども店長」CMシリーズに出演、同じ「ReBORN」シリーズの「TOYOTOWN」のCMにも初代こども店長として出演（そちらについてはTOYOTOWNを参照）。
浅井三姉妹
「DRIVE IN LONDON」篇に登場。2012年にReBORNした後、3人でロンドンを旅する。ロンドンを旅する以前に伯父の信長と直接会ったらしく、信長は秀吉に「そういやあの3人、どうしてるんすかね？」と言っており、逆に3人はシェイクスピアの『ジュリアス・シーザー』と本能寺の変の関係について話題に挙げている。
お茶々：吉高由里子
浅井三姉妹長女。運転役。妹たちからは「お姉ちゃん」と呼ばれている。
姉妹で昔の話になった際、妹たちに「お姉ちゃんなんて、猿と結婚していたんだよ」と揶揄われるも「猿は猿で良いところがあったのよ」と秀吉を庇っていた。
「本能寺の変」にて炎の中、母のお市の方に「あなたたちはお逃げなさい！早く！」と言われた際に、最後まで母のお市の方に一緒に逃げるよう「母上！母上！」と諭し、抵抗していた。
演じる吉高由里子は、2009年に「ラクティス」(初代)のCM「トークLIVE IN ラクティス!篇」に出演している。また、同じReBORNシリーズの「ReBORN CHANNEL」や「TOYOTOWN」のCMにも出演（そちらについてはTOYOTOWNを参照）。
お初：トリンドル玲奈
浅井三姉妹次女。後部座席に座っており、ハーフの女の子にReBORNした。
お江：前田敦子
浅井三姉妹三女。助手席に座っている。
演じる前田敦子は「ドラえもん」や「TOYOTOWN」のCMにも別の役（どちらもジャイ子役）で登場している（そちらについてはドラえもんを参照）。
千利休：笑福亭鶴瓶
第9話・第10話・第11話に出演。茶人で信長と秀吉のかつての部下。2012年にReBORN後は低いドアのあるお茶しかメニューがない喫茶店を運営している。
昔、秀吉が千利休を自決させたせいか、秀吉にやたら嫌われているが、本人はどこ吹く風で相変わらず茶道にしか興味がないが、2人より達観した世界観を持つ。
演じる笑福亭鶴瓶は「TOYOTOWN」のCMにも出演（そちらについてはTOYOTOWNを参照）。
ひょっこりひょうたん島の仲間たち
第10話に登場。信長、秀吉、利休がひょうたん島（岩手県大槌町の蓬莱島）を眺めるとき、人形姿で歌を歌った。劇中で名前が出るのはドン・ガバチョのみである。なお、この時、信長、秀吉、利休を演じる3人をモチーフとした人形も登場している。
狩野永徳：石坂浩二
第12・13話に出演。画人で信長と秀吉のかつての部下。2013年にReBORN後は宮城県大衡村の村長となっている。
演じる石坂浩二は、かつて、パブリカ（2代目）やパブリカスターレット、クラウン（7代目、ナレーション）などのCMに出演していた。また、このReBORNシリーズを含め、多くのトヨタCMのナレーションも務めている。
北政所：渡辺えり
第13話に出演。秀吉の正室。2013年にReBORN後は大衡村にある「トヨタ東日本学園」の校長となっている。
久しぶりに再会した秀吉はすぐに「お母々(おかか)」とバレて、「秀吉様」と呼ぶも、秀吉がこっそり逃げようとすると「どこ行くの！あんた！」と追いかけた。
宮本武蔵：本木雅弘
Web版の車の説明時のみ登場していた。「DRIVE FOR TOHOKU」としては珍しく、江戸時代に活躍した人物。
演じる本木雅弘は、トヨタ自動車「コロナEXiV」「プログレ」に出演、この出演後「TOYOTOWN」および「アルファード」のCMに出演（そちらについてはTOYOTOWNを参照）。
のび作：妻夫木聡
Web版の車の説明時のみ登場していた。宮本武蔵からは師匠と呼ばれていた。『ドラえもん』の原作漫画にものび作というキャラクターはのび太の先祖として登場するが、戦国時代頃の人物ではあるものの宮本武蔵との関連性は無く、本作ののび作と同一人物かも不明。
演じる妻夫木聡は、かつて、「ドラえもん」や「TOYOTOWN」のCMに出演している（そちらについてはドラえもんを参照）。
佐々木小次郎：北川景子
Web版の車の説明時のみ登場していた。この出演後「TOYOTOWN」および「アルファード」のCMに出演（そちらについてはTOYOTOWNを参照）。
徳川家康：堺雅人
信長、そして秀吉の死後、天下を取った男。2014年にReBORN後は高速道路を使って東京に戻ってきた信長と秀吉に、料金所の従業員に扮して再会する。
演じる堺雅人は、この出演以前に「TOYOTOWN」に謎の男として出演している（そちらについてはTOYOTOWNを参照）。
マルコ・ポーロ：ヒュー・ジャックマン
第18話・第19話に登場。2015年にReBORNした。海から東京を見てみようとフェリーに乗り込んだ信長と秀吉に、フェリー船長に扮して出会う。しかし信長も秀吉もマルコとは面識が無いため、虎ノ門ヒルズで再会した際に秀吉が気づくまでその正体がわからなかった。愛車は「ミライ」。
演じるヒュー・ジャックマンは、これ以前に「TOYOTOWN」に空色・黄緑色のクラウンに乗る男として出演している（そちらについてはTOYOTOWNを参照）。
トラのもん
Web版の車の説明時のみ登場していた。徳川家康とともに登場し、四次元ポケットから様々な自動車を出しながら紹介を行う。

### ドラえもん
「原作から20年後のドラえもん」を題材としており、キャッチコピーは「免許をとろう」で、30歳・独身の野比のび太が運転免許をとろうとすることがストーリーの軸となっている。BGMはGReeeeN『キセキ』→チューリップ『サボテンの花』→一青窈『ハナミズキ』。
のび太が運転免許をとることを決意し、他のキャラクターが運転する姿が描かれた後、教習所に通い、無事運転免許を取得するまでが描かれ、一時完結した。現在は、運転免許を取得したのび太が車を購入するまでが描かれ、TOYOTOWNのCMとして放送されている。
20年後の姿は実写で描かれ、原作当時の姿はアニメで描かれている（「のび太の30歳篇」「のび太のバーベキュー篇」「お店で相談篇」など）。ただし、『STAND BY ME ドラえもん』公開時期のCMは『STAND BY ME ドラえもん』の映像が使用されていた。なお、アニメ版のキャストはテレビ朝日版第2期と同一となっている。
『ドラえもん』とトヨタのコラボは、このReBORNシリーズが初ではなく、ドラえもんがカローラ店のイメージキャラクターを務め、2009年の「NOAH」のCM「家族のどこでもノア篇」ではドラえもん（声：水田わさび）と野比のび太（声：大原めぐみ）が登場、ReBORNシリーズとは別の2012年の「トヨタプリウス」のスペシャルCMでは、アニメ・漫画のデザインを元にしたCGのドラえもん（声：森山未來）が登場している。一方で1999年に公開された『のび太の結婚前夜』では、当時未発売だったトヨタ「セリカ」が登場している。
ドラえもん：ジャン・レノ（アニメパート：水田わさび）
引き出しから出てきてのび太と再会。どら焼き好きは変わらず、喫茶店で頼むほど（「のび太のもしもな世界篇」）。メガネに青のスーツ、帽子に白のインナーとソックスまたは白のシューズ。首にはネックレス状の鈴がついている。スーツには尻尾もついている。言葉は片言。フランス語がわかる。のび太の部屋でどこでもドアを出した際に天井を破壊した。のび太を相変わらず心配しており、ジャイアンにいじめられていた際には助けに行こうとしたが、謎の男に止められた。「青いタヌキ」と呼ばれるのが嫌だが、昔のように怒ったりはしない。
本作では、実写パートで「タイムテレビ」「タケコプター」「どこでもドア」「タイムマシン」「もしもボックス」「ほんやくコンニャク」「むりやり貯金箱」などのひみつ道具を使用している（「のび太のドラ離れ宣言篇」「のび太のもしもな世界篇」など）。また、四次元ポケットの中から「NOAH」を取り出すシーンも存在する。
「CROWN ReBORN」や「TOYOTOWN」のCMにも登場。「CROWN ReBORN」では、タイムマシンを使うことでReBORN前・ReBORN後の両方の豊臣秀吉に出会っている（「ディザー篇」）。実は秀吉の最後を見届けている。また、謎の男を現代に連れてきた張本人。
演じるジャン・レノは、かつて「アルファード」（初代）のCMに出演していた。また、かつてドラえもんは「日産・ラシーン」のCMキャラクターに採用されていた。
ドラえもん エアロ
ソーナルじょうで変身した姿。

野比のび太：妻夫木聡（アニメパート：大原めぐみ）
「DRIVE FOR TOHOKU」ののび作を彷彿とさせる男性。30歳、独身。彼女はしずかちゃん。
現在はサラリーマンらしく、スーツを着て帰宅している。成長したジャイ子にデレデレしているため、しずかちゃんにビンタされたり、怒られている。相変わらずジャイアンに弱く、空き地で喧嘩を売られている。スネ夫に対しては多少の変化があり、1人だけ仲間ハズレにされる事は無くなった。ラジコンの運転が下手。「もう道具には頼りたくない」と言うが、その直後に「免許出して」と頼んでいる。
運転免許を取得しようと奮闘する。その結果、運転免許試験に合格する。
「TOYOTOWN」のCMでは、TOYOTOWN（トヨタウン）の住人として登場。「車ほしいな」と発言しているが、公式サイトなどでは彼の車（「プリウス」）についても説明されていたが、公式ページでは彼の車は無いことになっていた。その後、CM内のエピソードで、「ノア」を手に入れる経緯が描かれている。
演じる妻夫木聡は、2014年8月8日公開の映画『STAND BY ME ドラえもん』でも青年時代ののび太の声を担当している。『STAND BY ME ドラえもん』試写会には他のキャストとともに参加している。
のび太 エアロ
ソーナルじょうで変身した姿。

のび太の先祖：妻夫木聡
のび太とドラえもんが過去に行った際、ジャイアンの先祖と思われる人物とともに、かごを運ぶ仕事をしていた。
ノビスケ、セワシ：妻夫木聡
のび太の息子と孫の孫。「のび太一族集合篇」で登場。ノビスケとセワシの間の家系（のび太の孫とひ孫）と思われるキャラクターも登場。
源静香：水川あさみ（アニメパート：かかずゆみ）
現在でもお風呂好きは変わっていない。のび太が運転免許を取得するのを望んでいるが、実は免許を取得していたことが後に判明。バイオリンを披露するが、下手なのは相変わらず。現在でもバイオリンのレッスンに通っている。実家暮らし。のび太と交際しており、友人に「何故あの人と付き合っているの？」と聞かれたりして、のび太との結婚に悩むが、友人や父のアドバイスを受けている。相変わらず「のび太さん」と呼んでいる。
「TOYOTOWN」のCMにも登場し謎の男の妻やその妻の友達とエステやジムに通う友人であると判明した。「ドラえもん」のCMでは愛車が不明だったが、「TOYOTOWN」のCMでは「パッソ」が愛車と設定された。
演じる水川あさみは、2009年にトヨタ自動車の「残価設定型プラン」のCMに出演している。
また、水川あさみは、幼少期、あこがれの人物に「ドラえもん」をあげていた。『STAND BY ME ドラえもん』試写会には他のキャストとともに参加している。
ジャイアン：小川直也（アニメパート：木村昴）
現在はスーパーマーケット「ジャイアンズ」を経営し、自らも勤務し、品出しをしている。自身が開催するリサイタルでAKB48の「ヘビーローテーション」を歌って披露するものの、相変わらず音痴である。のび太を相変わらず空き地でいじめたりもするが、子供の頃とは違ってのび太とは親友として接し、口調は荒いが心配している。妹のジャイ子を溺愛している。ジャイ子の描いた絵を見て「天才」と呼んでいる。
「TOYOTOWN」のCMにも登場。「不思議な朝篇」では「i-ROAD」に乗って登場。
演じる小川直也は、『STAND BY ME ドラえもん』試写会に他のキャストとともに参加している。また、NHKのプレミアムドラマ『ドラえもん、母になる〜大山のぶ代物語〜』ではテレビ朝日版第1期のジャイアン役であるたてかべ和也を演じた。
ジャイアンの先祖らしき人物：小川直也
のび太とドラえもんが過去に行った際、が、のび太の先祖とともにかごを運ぶ仕事をしていた。
骨川スネ夫：山下智久（アニメパート：関智一）
身長が伸びており、すぐ自慢する嫌味な性格は変わっていないが、のび太を仲間ハズレにする意地悪はしなくなった。昔よりもはるかに大豪邸に住んでいる。かわい子ちゃんとデートと称して老人ホームの送り迎えをする粋な面も持つ（「スネ夫の素敵なドライブ篇」）。家には大量のトヨタ車がある。セグウェイを持っている。「オリンピックに行く篇」では、1964年に先祖らしき人物が登場。
「TOYOTOWN」のCMにも登場。「不思議な朝篇」ではジャイ子とともに「Winglet」に乗って登場。T-ConnectのCMではのび太とともにT-Connectを搭載した車に乗車するが、T-子の指示を聞かなかったため怒られている。
演じる山下智久は、『STAND BY ME ドラえもん』試写会に他のキャストとともに参加している。
ジャイ子：前田敦子
「DRIVE FOR TOHOKU」のお江（崇源院）を彷彿とさせる女性。ジャイアンの妹。
子供の頃はポッチャリとしてジャイアンそっくりだったが、スラリとした可愛い子に成長し、ドラえもんとのび太を驚かせる。赤いベレー帽とワンピースを着ている。その後、「桃太郎」と名付けた自ら運転するピンクの「クラウンアスリート・ハイブリッド」でドラえもんとのび太の前に現れ、再び彼らを驚かせる。漫画家にはならなかったが、「クリスティーネ剛田」の名の画家で個展を開くほどであり、なかなか売れている模様。しかし、絵はシュルレアリスム調なため、描いたプリウスをのび太とドラえもんに「芋？」「虫？」と不思議に思わせた。ジャイアンを尊敬しており、ジャイアンリサイタルで1人だけノリノリで振り付きで聴いていた。相変わらずのび太が好きな模様。
「TOYOTOWN」のCMでは、TOYOTOWN（トヨタウン）の住人として、「桃太郎」とともに登場。「不思議な朝篇」ではスネ夫とともに「Winglet」に乗って登場。
演じる前田敦子は、『STAND BY ME ドラえもん』未完成試写会プロジェクトにトヨタ自動車社長豊田章男などとともに参加している。
ミニ・ジャイ子：鈴木梨央
「どこでもノア のび太とジャイ子の娘篇」で登場。ジャイ子が「もしもボックス」を使ったことで登場。母親のジャイ子と同じような服装をしている。なお、完全なCMオリジナルキャラクターというわけではなく、『ドラえもん』の漫画第1話「未来の国からはるばると」などでは、ドラえもんが持ってきたアルバムにジャイ子とのび太の子供として複数人描かれていて、その中にジャイ子によく似た娘も登場している。
出木杉英才：内村航平
体操選手。オリンピックで活躍している。
教習所教官：斎藤洋介
のび太が「エイホー」と上達する指導者。のび太とドラえもんが過去に行った際、先祖らしき人物が登場。
教習所教官の先祖らしき人物：斎藤洋介
関所の役人として登場。のび太の先祖がかごを運ぶ際に放った一歩で泥まみれになり、のび太とドラえもんに斬りかかる。
TOYOTA店員：西尾由佳理
「お店で相談篇」に登場。ドラえもんにトリプルアシストシステムを説明する際、「西遊記」に例え、ドラえもんがその例えを想像している。説明が難しく、理解できなかったスネ夫とジャイアンにほんやくコンニャク（昔よりかなり巨大化している）を無理やり食べさせられた際にフランス語を喋り出してしまい、余計に混乱させたが、ドラえもんだけは「何故かわかる」と理解していた。
演じる西尾由佳理は、これ以前に、同じReBORNシリーズの「ReBORN CHANNEL」のCMに出演している。また「TOYOTOWN」でも店員役として出演。
金角：声優不明
「お店で相談篇」に登場。ドラえもんが「西遊記」の例えを想像しているシーンに登場。金角にもセリフが存在するが、金角の声優は不明となっている。
しずかの父：三浦友和
「しずかと父篇」に登場。のび太との結婚を迷うしずかとテニスに出掛け、優しい言葉をかけた。

### ReBORN CHANNEL
- 西尾由佳理

| 「トヨタレンタカー篇」 皆名前に「レン」か「タカ」が入っている。 - 吉高由里子（ヨシタカユリコ） - 大杉漣（オオスギレン） - ガダルカナル・タカ - 貴乃花光司（タカノハナコウジ） | 「トヨタレンタカー 低燃費芸人篇」 - 髭男爵 - 小島よしお - ダンディ坂野 - クロちゃん - ヒロシ | - ゴー☆ジャス - 長州小力 - 鳥居みゆき - 松野明美 - 猫ひろし |

### CROWN ReBORN
「14代目クラウン」のCM。「ReBORN」シリーズのドラえもんと豊臣秀吉が共演するという二つのシリーズを関連付ける役目も持つCMとなっている。
なお、「TOYOTOWN」では「DRIVE FOR TOHOKU」側のキャラクターは同一キャラクターか不明な面があるが、本作ではそれぞれ通常の衣装で登場した後、ドラえもんと豊臣秀吉の姿を見せ、台詞の端々にもそれをうかがわせるところがある。
豊臣秀吉：ビートたけし
DRIVE FOR TOHOKUを参照。
ドラえもん：ジャン・レノ
ドラえもんを参照。
女性：松嶋菜々子
青い猫が通った「どこでもドア」をくぐったことでピンクのクラウンを手に入れ、城下町で豊臣秀吉と出会う。

### 父と息子の男旅
『父と息子の男旅』は、日本テレビ系列で、2012年1月7日から3月10日まで放送されたテレビドラマ（ショートドラマ）。放送時間は、毎週日曜日（土曜深夜）の0:50-0:55（JST）。
登場人物
タカシ：反町隆史
『父と息子の男旅』での主人公。『父と息子の男旅』では、息子の成長のため「男旅」をする。
演じる反町隆史は、平松來馬とともに本作と同様の役柄で「VOXY」や「TOYOTOWN」のCMに出演している。
「VOXY」や「TOYOTOWN」のCMでは「男旅」をすることを趣味とする父として登場し、名前は明かされていない。
3代目にモデルチェンジした「VOXY」のCMが反町隆史から別の俳優（瑛太）に変わった事でトヨタウンの公式サイトの住人の紹介からも消えており、公式サイトにおかれているCMからも二人の登場部分が削除されている。
ライマ：平松來馬
『父と息子の男旅』でのもう一人の主人公。『父と息子の男旅』では、自身の成長のため「男旅」をする。
演じる平松來馬は、反町隆史とともに本作と同様の役柄で「VOXY」や「TOYOTOWN」のCMに出演している。
「VOXY」や「TOYOTOWN」のCMでは「男旅」をすることを趣味とする子供として登場し、名前は明かされていない。
| 各話   | 放送日         | サブタイトル           |
| ------ | -------------- | ---------------------- |
| 第1話  | 2012年01月07日 | 後戻りできないときは？ |
| 第2話  | 2012年01月14日 | 男の料理とは？         |
| 第3話  | 2012年01月21日 | 苦手なものがあったら？ |
| 第4話  | 2012年01月28日 | 勝負で大切なことは？   |
| 第5話  | 2012年02月04日 | うまくいかないときは？ |
| 第6話  | 2012年02月11日 | くじけそうなときは？   |
| 第7話  | 2012年02月18日 | 大好きな人ができたら？ |
| 第8話  | 2012年02月25日 | 集中するためには？     |
| 第9話  | 2012年03月03日 | 叶えたい夢があったら？ |
| 第10話 | 2012年03月10日 | 一人前になるためには？ |

スタッフ
- 音楽 - 国広和毅

### TOYOTOWN
2013年6月から開始された、「ReBORN」CMの新たな核となる新シリーズ。TOYOTOWN（トヨタウン）という町を舞台にしたCM。
- TOYOTOWN（トヨタウン） - 住人全員がトヨタ車に乗っている町。市長によって「ジーンズデイ」が開かれている。
- RENTOWN（レンタウン） - 町名は「トヨタレンタカー」からで、実際町内にトヨタレンタカーが営業している。

#### 謎の男の関係者
謎の男：堺雅人
このシリーズの主人公的存在。歴代プリウスを全て所有する謎の多い男。以下、謎の部分。
- 15年前
  - 15年前に樹木演じる老婆を樹に生まれ変わらせたような描写がある。
  - 15年前から姿が変わっていない。
  - 15年前に老婆を樹に生まれ変わらせた際に、幼少期の妻が目撃していたのか、走り去った。15年後の雨の日に雨宿りしてきた妻と同じ場所で雨宿りしており「やっと見つけた」と呟いた。何故妻を探しており、どういった経緯で結婚したか不明。

- 『ドラえもん』関連
  - 野比のび太（妻夫木）が名乗る前からその名を知っていた。のび太の方は謎の男を覚えていなかったのか（もしくは知らなかったのか）、何故名前をしっているのか疑問に感じていた。
  - ドラえもん（ジャン・レノ）とも面識がある模様。

- 「TOYOTOWNの住人・関係者」との面識
後述の「この町に古くから住んでいる男」（鶴瓶）や「市長」（木村）や「妻の友人」（吉高）や「ナンバー61」（阿部）とも面識がある。
  - 「この町に古くから住んでいる男」（鶴瓶）から、妻に、《妻とともにTOYOTOWNに住む以前から、TOYOTOWNに訪れていた。》という事実が伝えられている。
  - 「市長」（木村）には、15年前に「TOYOTOWNの樹」（樹木）とTOYOTOWNを預けた描写が存在するなど、15年前から親交があることがうかがえる。
  - 「ナンバー61」（阿部）は、探していた描写が存在し、ついに発見するが時空警察に追われていたこともあり、何故探していたのかは未だ不明のまま。
  - 「妻の友人」（吉高）と面識・接点があるが、妻はそれを知らない様子。

- 妻には、3台のプリウスしか所有していないと語っているが、実は密かに別の2台のハイブリッドカー（黒いプリウスαと黄色いAQUA）を所有している。
- 時空警察とされる2人組の男に追われている。
- 「DRIVE FOR TOHOKU」での徳川家康役を彷彿とさせる。

謎の男の妻：満島ひかり
15年前の樹木と堺のやり取りを目撃している。TOYOTOWNに住むことに戸惑いを感じている。ボランティアで一人暮らしの老婆のお手伝いをしたり、サンタクロースと知り合いであり、ライトアップの手伝いをした。夫の秘密を夫がいない間に気付いたため、女スパイを依頼した事がある。しずかちゃんと同じスポーツジムに通っている。大卒であり、教授の元教え子。料理上手。おとなしい性格だが、市長が踊るステージに飛び入り参加して踊るなどの一面も持つ。
謎の男を護衛する男たち：武藤敬司&船木誠勝&近藤修司
「夫の秘密篇」に登場。謎の男を護衛する黒服の男。
時空警察：寺島進&大杉漣
「不思議なカーチェイス篇」に登場。謎の男を追う男たち。公式サイトでは、時空警察と説明されている。公式サイトの説明の限り、大杉の方が先輩のようである。なお、ReBORNシリーズの一つ『ドラえもん』の原作にもタイムパトロールと呼ばれる組織が登場しているが、本作の英語訳はスペース・タイム・ポリスとなっているため、同一組織かは不明。
妻の友人：吉高由里子
「DRIVE FOR TOHOKU」のお茶々（淀殿）を彷彿とさせる女性。「となり町篇」に登場。謎の男の妻の学生時代の友人で、となり町の「RENTOWN」のカフェで彼女と待ち合わせていた。謎の男とも接点があるらしい。
トラのもん
Web版の車の説明時のみ登場していた。謎の男とともに登場し、四次元ポケットから様々な自動車を出しながら紹介を行う。

#### T-Connect
T-子：渡辺麻友 / 指原莉乃
2人1役。「T-Connectの妖精」や「T-Connectの化身」と表現されている。
のび太のドライブを優しくサポートするが、メガネを外すと態度が一変して怖くなる。ツンデレ。

バギー：声優不明
T-Connectを搭載したバギー。公式サイトのみ登場。陸上だけでなく水中も走れるようで公式サイトでは水中散歩できるゲームが存在した。
しずかの吹き出しの台詞では「バギーちゃん」と呼ばれる。

#### TOYOTOWNの住人・関係者
他の車種のCMに登場したキャラクターも住人として登場している（同じReBORNシリーズのキャラクターの詳細は元となるCMを参照）。
TOYOTOWNの樹：樹木希林
15年前に堺演じる謎の男によって「ハイブリッドの樹」に生まれ変わった老婆。以降このCMのストーリーテラー（ナレーション）を務めている。
本人の回想によると運命に逆らったらしく棺から抜け出したらしい描写がされている。
老婆の妹：樹木希林（2役）
謎の男の妻がボランティアのために訪れた家に住む老女。
口うるさく捻くれ者だが褒めるところは褒める好人物である。
乗っている車は「プリウス」であるが本人いわく「ハイブリッドなんて流行らないと思ってわざと買った」とのこと。
TOYOTOWNの樹に生まれ変わった老婆の妹であり、生まれ変わったことを知らずに老婆を探している。また彼女の登場には謎の男も動揺していた。
野比のび太：妻夫木聡、ジャイ子：前田敦子、源静香：水川あさみ、ジャイアン：小川直也、スネ夫：山下智久、ドラえもん：ジャン・レノ
ドラえもんを参照。
水川演じる源静香が主役の「パッソ」のCMもTOYOTOWNのCMの一つとして放映されている。
須藤部長：佐藤浩市
「マークX」のCMでは娘（刈谷友衣子）が登場しているが、本作では登場しない。
演じる佐藤浩市は、本作と同様の役柄で「マークX」のCMに出演している。
教授：佐藤浩市（2役）
トヨタウンの大学教授。トヨタウン内で石油を掘り当てようとした結果、温泉を掘り当てる。ナレーションによると、彼もまた歴史を変えたとされている。
演じる佐藤浩市は、教授役として登場後、公式サイトでの「須藤部長」の紹介が削除されており、事実上の役柄変更となっている。
助教授：溝端淳平
トヨタウンの大学助教授。いつも石油を探している教授に「たまには授業やれよ」と呟いた。
ポーター・ハトソン：山本啓之
通称、ミスター・ポー（Mr.PO）。元は「PORTE」のCMのキャラクターで、「TOYOTOWN」の公式サイトなどでは彼の車は「PORTE」とされている。なお、「PORTE」のCMでは妻（乙葉）と子（横溝菜帆）と弟のピーター・ハトソンが登場しているが、「TOYOTOWN」では登場していない。台風の日にはホラー映画を自宅でポップコーンを食べながら観ている。
この町に古くから住んでいる男：笑福亭鶴瓶
「DRIVE FOR TOHOKU」の千利休を彷彿とさせる男性。先のCMと同様、お茶しかメニューがない喫茶店を経営している。住人の中では唯一、愛車が明かされていなかったが「キャッシュバック篇」でそもそも車を持っていないことが判明した。「不思議な朝篇」ではペンギンが囲む水素で動くハイブリッドカーを眺めている。一人暮らしで、クリスマスには早い時間から就寝していた。サンタクロースを泥棒と勘違いし「誰か捕まえてー！」と外に叫んだが、ハイブリッドの木で「ごめんごめん、サンタさんやった」とプレゼントをもらっていた。
父と子：反町隆史と平松來馬
#父と息子の男旅を参照。
市長：木村拓哉
TOYOTOWNの市長。いつもジーンズを着用しており、見た目は市長に見えないが、市民からは多大な信頼を得ている。謎の男を昔から知っており、交流がある。未来から来ている事も知っているようで「未来のドライブ体験システム」を使った。ドライブ中は『丘を越えて」を歌う。「DRIVE FOR TOHOKU」の織田信長を彷彿とさせる男性。愛車は「カローラフィールダー」11代目(3代目)のハイブリッドの色違いの2台。スローガンは「ラブ&ジーンズ」と語っている。仕事に行き詰まると周りに内緒で出掛け、1人でスポーツをする。
ジーンズ生地のミニドラ
「ラブ＆ジーンズ篇」で、市長の家にいるミニドラ（台詞はない）。
「ドラえもん」のドラえもん（ジャン・レノ）とは違い、ジーンズ生地という点以外は原作に近いデザインとなっている。
住人：ビートたけし
「DRIVE FOR TOHOKU」の豊臣秀吉を彷彿とさせる男性。TOYOTOWNの住人だが、いないことが多い。「ジーンズディ」の時に登場し、市長が来た際に挨拶としてコマネチをした。
サンタクロース：ビートたけし
「DRIVE FOR TOHOKU」の豊臣秀吉を彷彿とさせる男性。先の住人と同じくビートたけしが演じているが、同一人物かは不明。トナカイやソリは使わず、夫に運転を頼んでプレゼントを届けて回った。家から落ちることが多く、その音で姿を見られている。逃げ足は速い。クルクルと回りながら飛ぶ能力を持つ。毎年クリスマスプレゼントを配る理由は「現実ばかりじゃつまらない。クリスマスくらい夢と現実をハイブリッドしたい」ということから。
ママ：観月ありさ
TOYOTOWNの住人。トイプードルを飼っている。子供の好奇心を大事にしている。「NOAH」のCMでは、夫（平山浩行）と二人の子供（阿由葉朱凌と藤田彩華）が登場しているが、本作では登場しない。
演じる観月ありさは、本作と同じ役柄で「NOAH」のCMに出演していたが2014年にモデルチェンジに伴い出演は終了し、トヨタウンの公式サイトの住人の紹介からも消えている。
ナンバー61：阿部寛
TOYOTOWNの郵便配達員。「郵便配達篇」に登場。自転車で配達していたが、途中から車で配達するようになる。CMでは人間ではないと思われる描写があり、食事は電力のようである。妹がおり、同居することになる。趣味はサーフィンで、片足で乗ることができる。走る姿勢が良く、速い。
演じる阿部寛は、トヨタ自動車「ナディア」のCMに出演していた。「ナディア」出演時は、郵便配達員の役ではなく、会社員の役だったが、本棚の奥に収納された複数の自分自身を選択することで変身するという不思議な能力を見せていた（ただし、同じ役柄かどうかは不明）。今作で愛車としているのは「ナディア」や「パブリカ」ではなく「プリウス PHV」。
また、阿部寛は、このCMと並行して企業CM「安心安全キャンペーン・トヨタと少年」シリーズにも出演している。
役名は「プリウスPHV」の燃費（61.0km/L）から採っている。
ナンバー61の妹：マツコ・デラックス
阿部演じる郵便配達員の妹で、妙に凄味がある。「カリスマセールスウーマン」の異名を持つ。「DRIVE FOR TOHOKU」のお市の方を彷彿とさせる女性。彼女もまた人間ではないと思われる描写がある。子供たちのために自分にそっくりなマトリョーシカ人形のようなぬいぐるみをプレゼントしたが、子供たちからは「怖い」と不評だった。
TOYOTOWNのアイドル：AKB48
カバンの中から現れた、TOYOTOWNにてプリウスPHVとのコラボレーションを行うことになったアイドルグループ。CM中「恋する充電プリウス」という楽曲を歌い、CDも発売されている模様。
TOYOTOWNのアイドルの1人：指原莉乃
CM中「恋する充電プリウス」では、「指原莉乃 with AKB48 チーム8」内でセンターで歌っていた。また、別のCMでは、自動車を購入するべきか悩んでいた。
TOYOTOWNのアイドルの1人：渡辺麻友
CM中「心のプラカード」では、「渡辺麻友 with AKB48」内でセンターで歌っていた。なお、公式サイトでは上記のアイドルが「TOYOTOWN IDOL（TOYOTOWNのアイドル）」と説明されているのに対し、「CENTER OF TOYOTOWN IDOL（TOYOTOWNのアイドルのセンター（中心））」と説明されている。

こども店長
こども店長も参照。
初代こども店長：加藤清史郎
初代こども店長。二代目こども店長の兄で二代目を見守る。「DRIVE FOR TOHOKU」の伊達政宗を彷彿とさせる少年。
演じる加藤清史郎は、かつてトヨタ自動車のCMシリーズ「こども店長」に本作と同じ役柄を演じていた。
二代目こども店長：加藤憲史郎
カバンの中から現れた、二代目こども店長。「ナンバー61の妹」が店長と呼ぶのはこちらの方。
演じる加藤憲史郎は、加藤清史郎の実弟。

エコドライビングマスター：中嶋一貴
謎の男のドライバー。「不思議なカーチェイス篇」に登場。公式サイトによると、彼もTOYOTOWNの住人。
店員：西尾由佳理
TOYOTOWNのカーショップに勤務している。#ドラえもんも参照。
ガソリンスタンドの女：真木よう子
町はずれの砂漠のような場所でガソリンスタンドに勤務している。トヨタウンではハイブリッドカーが流行っているため、ガソリンスタンドは一軒しかなく、さらに客がほとんど来ないため、いつも不機嫌。
サイドビジネスで「占い師」も始めたが、その正体は「女スパイ」で、謎の男の妻に雇われた。公式サイトの「DRIVE-GO-ROUND」では主役となって何者かとドライブをしている。
演じる真木よう子は2013年9月より「SAI」のCMに出演している。
クラウンの男性：ヒュー・ジャックマン
「若葉色のクラウン篇」「空色のクラウン篇」でTOYOTOWNに訪れた男性。「あの素晴しい愛をもう一度」（若葉色）と「キセキ」（空色）の英語版を歌っている。後に「DRIVE FOR TOHOKU」に登場したマルコ・ポーロを彷彿とさせる。
未来のドライブ体験システム
謎の男が市長に体験させた機械。ドライブ中にあらゆる人物が「丘を越えて」を歌っている。
公式サイトでは、ドライブ中に下記の「未来のドライブ体験システム」のメンバーが現れるゲームが存在した。
- OKAMOTO'S - サーキットでバンド体制で歌っている。
- PUFFY - サーキットでチェッカーフラッグを振りながら歌っている。PUFFYの「たららん/パフィーのツアーメン」「パフィー de ルンバ」の2曲は、1998年の「ダイハツ ムーヴラテ」のCMに使用されている。
- 清水翔太 - 草原で座りながら歌っている。
- 矢野顕子 - 草原の通りで市長を応援しながら歌っている。矢野顕子は、1976年に「丘を越えて」をカヴァー、アルバム『JAPANESE GIRL』に収録されえている。
- 細野晴臣 - ブルーの自家用飛行機に乗りながら歌っている。細野晴臣は、2007年に「カローラフィールダー」のCMで図書館司書の役で出演し、木村拓哉と競演している。
- 石川さゆり - 崩れてゆく吊り橋を眺めながら歌っている大きな白い翼を持った天使。天城という天空の道でも歌っている。天城ではマツコ・デラックスと共に歌っている。
- 加藤ミリヤ - 灯台で歌っているラプンツェル。唯一市長と一緒に歌っている。
- マツコ・デラックス - 天城で歌っている。「ナンバー61の妹」および「お市の方」との関係性は不明。

資産家：本木雅弘
公式サイトによると「元貴族で、野望を秘めている」とされている。「DRIVE FOR TOHOKU」に登場した宮本武蔵を彷彿とさせる。
資産家のパートナー：北川景子
公式サイトによると「ハーバードでMBAを取得」とされている。「DRIVE FOR TOHOKU」に登場した佐々木小次郎を彷彿とさせる。
公式サイトでは、この女性と二択に鑑定を行う「THE LUXURY TEST」という企画も行われた。